# Jame Mogao
Jame Mogao, znane tudi pod imenom Tisoč Budinih jam ali Jame tisočih Bud, tvorijo sistem 500 templjev  25 km jugovzhodno od središča Dunhuanga, oaze, ki se nahaja na verskem in kulturnem križišču na Svilne ceste v provinci Gansu na Kitajskem. Jame so lahko znane tudi pod imenom jame Dunhuang; vendar se ta izraz uporablja tudi kot skupni izraz, ki vključuje tudi druga budistična jamska območja na območju Dunhuanga in okoli njega, kot so jame Zahodnih tisočih Bud, Jame vzhodnih tisoč Bud, jame Julin in jame Pet templjev. Jame vsebujejo nekaj najlepših primerov budistične umetnosti v obdobju 1000 let. Prve jame so bile izkopane leta 366 kot kraji budistične meditacije in čaščenja. Jame Mogao so najbolj znane med kitajskimi budističnimi jamami in so skupaj z Jamami Longmen in jamami Jungang eno izmed treh slavnih starodavnih budističnih kiparskih lokacij na seznamu Unescove svetovne dediščine.
Pomembno skrivališče dokumentov je bilo odkrito leta 1900 v tako imenovani knjižnični jami, ki je bila zazidana v 11. stoletju. Vsebina knjižnice je bila nato razpršena po vsem svetu, največje zbirke pa zdaj najdemo v Pekingu, Londonu, Parizu in Berlinu, mednarodni projekt Dunhuang pa obstaja za usklajevanje in zbiranje znanstvenih del o rokopisih iz Dunhuanga in drugem gradivu. Jame same so danes priljubljena turistična destinacija, številne pa so odprte za obisk.

## Etimologija
Jame se v kitajščini ponavadi imenujejo Jame tisočih Bud (kitajsko: 千佛洞; pinjin: qiānfó dòng), ime, za katerega nekateri učenjaki domnevajo, da izhaja iz legende o njeni ustanovitvi, ko je menih Juezun imel vizijo tisoč Bud na tem mestu. To ime pa je morda prišlo iz velikega števila figur Bude na tem mestu ali miniaturnih figur, naslikanih na stenah jam, saj se te figure pogovorno imenujejo 'tisoč Bud'. Ime Jame Mogao (kitajsko: 莫高窟; pinjin: Mògāo kū) je bilo uporabljeno v dinastiji Tang, kjer se Mogao nanaša na upravno okrožje na tem območju v času dinastije Tang. Mogao lahko pomeni 'brez enakovrednega' (dobesedno 'nič višje', kjer mo pomeni 'nič', gao pa 'visoko'); alternativno branje je lahko 'visoko v puščavi', čese  mo bere kot različica kitajskega izraza za 'puščavo'. Mogao se uporablja tudi kot ime sodobnega mesta, ki ga upravlja mesto Dunhuang: mesto Mogao (莫 高 镇). Jame Mogao se po najbližjem mestu Dunhuang pogosto imenujejo tudi jame Dunhuang, kar pomeni 'plamen svetilnika', saj so bili svetilniki na mejni postaji uporabljeni za opozarjanje na napade nomadskih plemen. Izraz Jame Dunhuang pa se v širšem pomenu uporablja tudi kot skupni izraz za vse jame, najdene na območju Dunhuang ali okoli njega.

## Zgodovina
Dunhuang je kot mejno postojanko ustanovil cesar Wudi iz dinastije Han za zaščito pred nomadskimi plemeni Šjongnu leta 111 pr. n. št. Postal je tudi pomemben prehod na Zahod, trgovsko središče vzdolž Svilne ceste, pa tudi stičišče različnih ljudi in religij, kot je budizem.
Za začetek gradnja jam Mogao v bližini Dunhuanga se na splošno šteje 4. stoletje našega štetja. Glede na knjigo, napisano v času vladavine Tang cesarice Wu, je Fokan Dži (佛龕 記, Poročilo o budističnih svetiščih) avtorja Li Džunšjuja (李君 修), je budističnega meniha z imenom Lè Zūn (樂 尊, ki se lahko imenuje tudi Juezun) vizija o tisočih Budah, ki se je leta 366 našega štetja kopala v zlati svetlobi, navdihnila, da je tu zgradil jamo. Zgodbo najdemo tudi v drugih virih, na primer v napisih na steli v jami 332; zgodnejši datum leta 353 pa je bil naveden v drugem dokumentu Šadžou Tudžing (沙 州 土 鏡, Geografija Shazhou). Pozneje se mu je pridružil drugi menih Faliang (法 良) in najdišče je postopoma raslo; v času severnega Lianga je na tem mestu nastala majhna skupnost menihov. Jame so sprva služile le kot mesto meditacije za menihe puščavnike, vendar so se razvile v samostane, ki so nastali v bližini. Člani vladajoče družine Severni Wei in Severni Džov so tu zgradili številne jame, ki so se razcvetele v kratkotrajni dinastiji Sui. Do dinastije Tang je število jam doseglo več kot tisoč. 
V času dinastij Sui in Tang so jame Mogao postale mesto čaščenja in romanja za javnost. Od 4. do 14. stoletja so jame gradili menihi, in so služile kot svetišča s sredstvi donatorjev. Te jame so bile dodelano poslikane, jamske slike in arhitektura so služile kot pripomočki k meditaciji, kot vizualni prikaz iskanja razsvetljenja, mnemotehnične naprave in kot učna orodja za obveščanje nepismenih o budističnih verovanjih in zgodbah. Glavne jame so sponzorirali pokrovitelji, kot so pomembna duhovščina, lokalna vladajoča elita, tuji veljaki in kitajski cesarji. Druge jame so morda financirali trgovci, vojaški častniki in drugi lokalni prebivalci, kot so ženske skupine.
V času dinastije Tang je Dunhuang postal glavno trgovsko središče Svilne ceste in glavno versko središče. V tem obdobju je bilo v Mogaou zgrajenih veliko jam, vključno z dvema velikima kipoma Bude na tem mestu, največji pa je bil zgrajen leta 695 po ediktu, ki ga je leto prej uvedla cesarica Wu Zetian iz dinastije Tang, za gradnjo velikanskih kipov po vsej državi.  Lokacija se je izognilo preganjanju budistov, ki ga je leta 845 ukazal cesar Wuzong, saj so bile takrat pod tibetanskim nadzorom. Dunhuang so kot obmejno mesto v različnih časih zasedali drugi ne-Han Kitajci. Po dinastiji Tang je mesto postopoma propadalo, gradnja novih jam pa je v celoti prenehala po dinastiji Juan. Do takrat je islam osvojil večino Srednje Azije, Svilna cesta pa je postala manj pomembna, ko je začelo prevladovati trgovanje po morskih poteh v kitajski trgovini z zunanjim svetom. V času dinastije Ming je bila Svilna cesta dokončno uradno opuščena, Dunhuang pa je zunanji svet počasi opustošil in v veliki meri pozabil. Večina jam Mogao je bila zapuščena; lokacija pa je bila še vedno romarsko mesto in so ga na začetku 20. stoletja, ko se je za to mesto znova začelo zanimanje, uporabljali lokalni ljudje.

### Odkritje in oživitev
Konec 19. stoletja in začetek 20. stoletja so se zahodni raziskovalci začeli zanimati starodavno Svilno cesto in izgubljena mesta v Srednji Aziji, tisti, ki so šli skozi Dunhuang, pa so opazili freske, skulpture in predmete, kot je Sulejmanova stela v Mogaou. V jamah je po ocenah pol milijona kvadratnih metrov verskih fresk. Največje odkritje pa je prišlo od kitajskega daoista po imenu Wang Juanlu, ki je bil na prelomu stoletja imenovan za skrbnika nekaterih teh templjev in poskušal zbrati sredstva za popravilo kipov. 

Nekatere jame je do takrat zasul pesek, Wang se je lotil čiščenja peska in poskusil restavrirati lokacijo. V takšni jami je 25. junija 1900 Wang sledil odvajanju dima iz cigarete in za eno stranjo hodnika, ki je vodil v glavno jamo, odkril obzidje. Za steno je bila majhna jama, napolnjena z ogromno zakladnico rokopisov. V naslednjih nekaj letih je Wang vzel nekaj rokopisov, da jih je pokazal različnim uradnikom, ki so izrazili različno stopnjo zanimanja, toda leta 1904 je Wang po ukazu guvernerja Gansuja, zaskrbljenega zaradi stroškov prevoza teh dokumentov, ponovno zapečatil jamo.
Besede o odkritju Wanga so opozorile britansko / indijsko skupino, ki jo je vodil britanski arheolog, rojen v Madžarskem, Aurel Stein, ki je bil leta 1907 na arheološki odpravi na tem območju. Stein se je z Wangom pogajal, da bi mu omogočil odstranitev velikega števila rokopisov ter najboljših slik in tekstila v zameno za donacijo za obnovitvena prizadevanja. Sledila mu je francoska odprava pod vodstvom Paula Pelliota, ki je leta 1908 pridobil na tisoče predmetov, nato pa japonska odprava pod vodstvom Otanija Kozuija leta 1911 in ruska odprava pod vodstvom Sergeja F. Oldenburga leta 1914. Znani učenjak Luo Zhenyu je uredil nekatere rokopise pridobiljene v zvezku od Pelliota, kar je bilo nato objavljeno leta 1909 kot Rokopisi jam Dunhuang (敦煌 石室 遺書).
Stein in Pelliot sta na Zahodu vzbudila veliko zanimanje za jame Dunhuang. Raziskovalci v Pekingu so po ogledu vzorcev dokumentov, ki jih je imel Pelliot, spoznali njihovo vrednost. Zaskrbljeni, da bi lahko preostale rokopise izgubili, so Luo Zhenyu in drugi prepričali ministrstvo za šolstvo, da izterja preostale rokopise, ki so bili poslani v Peking leta 1910. Vendar pa vsi preostali rokopisi niso bili odpeljani v Peking, nekateri so bili ukradeni. Govorice o skladišču dokumentov, ki so jih vzeli lokalni prebivalci, so se nadaljevale še nekaj časa, dokumente, ki jih je Wang pred oblastmi skrival, pa so našli pozneje v 1940-ih. Ruski vojaki na Kitajskem so nekatere jame poškodovali in uničili, ko jih je lokalna oblast leta 1921 uporabila za njihovo bivanje, ko so pobegnili iz državljanske vojne po ruski revoluciji. Leta 1924 je ameriški raziskovalec Langdon Warner iz nekaterih jam odstranil številne freske in kip. Leta 1939 so vojaki Kuomintanga, nameščeni v Dunhuangu, povzročili nekaj škode na freskah in kipih.
Razmere so se izboljšale leta 1941, ko je po obisku mesta Wu Zuorena v preteklem letu, slikar Džang Dačjan prišel v jame z majhno ekipo pomočnikov in ostal dve leti in pol, da bi popravil in kopiral freske. Kopije stenskih poslikav je razstavil in objavil leta 1943, kar je pripomoglo k oglaševanju in dajanju velikega pomena umetnosti Dunhuanga na Kitajskem. Zgodovinar Šjang Da je nato prepričal Ju Jourena, uglednega člana Kuomintanga (kitajske nacionalistične stranke), da ustanovi ustanovo, Raziskovalni inštitut za umetnost Dunhuanga (ki je kasneje postala Akademija Dunhuang), da bo leta 1944 skrbel za to najdišče in njegovo vsebino. Leta 1956 se je prvi premier Ljudske republike Kitajske Džov Enlaj osebno zanimal za jame in odobril donacijo za popravilo in zaščito mesta; in leta 1961 je državni svet Mogao jame razglasil za posebej zaščiten zgodovinski spomenik, kmalu zatem pa so se začela obsežna obnovitvena dela. Lokacija se je izognila škodi, ki je bila med kulturno revolucijo povzročena mnogim verskim krajem.
Danes si še naprej prizadevajo za ohranitev in raziskovanje. Jame Mogao so postale ena od Unescovih znamenitosti svetovne dediščine leta 1987. Od leta 1988 do 1995 je bilo na severu od 487 jam, znanih od zgodnjih 19. stoletja, odkritih še 248 jam.

## Knjižnična jama
Jama 17, ki jo je odkril Wang Juanlu, je postala znana kot Knjižnična jama. Nahaja se ob vhodu v jamo 16 in je bila prvotno uporabljena kot spominska jama lokalnemu menihu Hongbianu ob njegovi smrti leta 862. Hongbian iz bogate družine Wu je bil odgovoren za gradnjo jame 16 in knjižnične jame in jo je morda že v življenju uporabljal kot umik. V jami je bil prvotno njegov kip, ki so ga preselili v drugo jamo, ko so jo uporabljali za rokopise, od katerih nekateri nosijo hongbijski pečat. V jami je bilo najdeno veliko dokumentov, datiranih od 406 do 1002, ki so bili zbrani v tesno zapakiranih plasteh svežnjev. Poleg 1100 svežnjev je bilo tudi več kot 15.000 papirnatih knjig in krajših besedil, vključno s hebrejsko spokorno molitvijo (selichah). V Knjižnični jami je bil tudi tekstil, kot so transparenti, številne poškodovane figurice Bud in drugi budistični pripomočki. 
Knjižnična jama je bila obzidana nekje v začetku 11. stoletja. Številne teorije so bile predlagane kot razlog za zapečatenje jam. Stein je najprej predlagal, da je jama postala odlagališče častitljivih, poškodovanih in rabljenih rokopisov ter posvečenih pripomočkov, nato pa zapečatena morda, ko je kraj ogrožen. Po tej razlagi so nekateri predlagali, da so rokopisi Tripitake zastarali, ko je tiskanje postalo razširjeno, zato so starejše rokopise shranili. Drug predlog je, da je bila jama preprosto uporabljena kot shramba knjig za dokumente, ki so se nabrali v stoletju in pol, nato pa so jo zapečatili, ko se je napolnila. Drugi, na primer Pelliot, so predlagali alternativni scenarij, da so menihi pred napadom napadalcev naglo skrivali dokumente, morda ko je Ši Šia napadel leta 1035. Druga teorija trdi, da so bili predmeti iz samostanske knjižnice skriti zaradi groženj muslimanov, ki so se selili proti vzhodu. Ta teorija predlaga, da so menihi bližnjega samostana slišali za padec budističnega kraljestva Hotan med napadalce Karahanidov iz Kašgarja leta 1006 in njegovo uničenje, zato so svojo knjižnico zapečatili, da ne bi bila uničena.
O datumu zapečatenja jame se je še naprej razpravljalo. Rong (2000) predloži dokaze v podporo letu 1002 kot datumu zapečatenja jame [38], medtem ko je Huntington (1986) podprl zaprtje v začetku in sredi 16. stoletja. Težko je določiti stanje najdenih materialov, ker komora ni bila odprta 'v znanstvenih razmerah', zato so bili izgubljeni kritični dokazi, ki podpirajo datum zaprtja. Najnovejši datum, zabeležen v dokumentih, najdenih v jami, naj bi bil 1002, in čeprav nekateri predlagajo poznejše datume za nekatere dokumente, je bila jama verjetno zapečatena kmalu po tem datumu.

### Dunhuang rokopis
Rokopisi iz Knjižnične jame segajo od 5. stoletja do začetka 11. stoletja, ko je bila zapečatena. Tam je bilo mogoče hraniti do 50.000 rokopisov, kar je ena največjih zakladnic starodavnih dokumentov. Medtem ko jih je večina v kitajščini, je veliko dokumentov v različnih drugih jezikih, kot so tibetanski, ujgurski, sanskrtski in sogdijski, vključno s takrat še malo znanim hotanskim. Lahko so to stari zvitki konopljinega papirja v kitajščini in mnogih drugih jezikih, tibetanski pothis in slike na konoplji, svili ali papirju. Vsebina velike večine zvitkov je budistične narave, zajema pa tudi raznoliko gradivo. Skupaj s pričakovanimi budističnimi kanoničnimi deli so izvirni komentarji, apokrifna dela, delovni zvezki, molitvene knjige, konfucijanska dela, daoistična dela, nestorijanska krščanska dela, dela kitajske vlade, upravni dokumenti, zborniki, glosarji, slovarji in kaligrafske vaje.
Številni rokopisi prej niso bili znani ali so bili izgubljeni, rokopisi pa ponujajo edinstven vpogled v verske in posvetne zadeve severne Kitajske ter drugih srednjeazijskih kraljestev od zgodnjih obdobij do dinastije Tang in zgodnje Song. Rokopisi, najdeni v Knjižnični jami, vključujejo najstarejšo tiskano knjigo Diamnatna Sutra (sanskrt: Vajracchedikā Prajñāpāramitā Sūtra) z datacijo iz leta 868, ki je bila v 4. stoletju prvič prevedena iz sanskrta v kitajščino. Ti zvitki vključujejo tudi rokopise, ki so segali od dokumentov kristjana Jingjiao dokumenti (kitajsko 景教經典; pinjin Jǐngjiào jīngdiǎn; tud Nestorijanski dokumenti ali Jezusove Sutre) do priročnika Dunhuang Go in partiture starodavne glasbe, pa tudi podobo kitajske astronomske Dunhuang karte. Ti zvitki opisujejo razvoj budizma na Kitajskem, beležijo politično in kulturno življenje tistega časa ter zagotavljajo dokumentacijo o vsakdanjih sekularnih zadevah, ki dajo redek vpogled v življenje navadnih ljudi teh obdobij.
Rokopisi so bili po odkritju razpršeni po vsem svetu. Steinova pridobitev je bila razdeljena med Britanijo in Indijo, ker sta njegovo odpravo financirali obe državi. Stein je imel prvo izbiro in zbral je približno 7000 celotnih rokopisov in 6000 fragmentov, za katere je plačal 130 funtov, čeprav ti vključujejo številne podvojene kopije Diamantnih in Lotus Suter. Pelliot je vzel skoraj 10.000 dokumentov v protivrednosti 90 funtov, toda za razliko od Steina je bil Pelliot usposobljen sinolog, pismen v kitajščini in mu je bilo dovoljeno, da rokopise prosto pregleduje, zato je lahko izbral boljši izbor dokumentov kot Stein. Pelliota so zanimali bolj nenavadni in eksotični rokopisi Dunhuanga, na primer tisti, ki se ukvarjajo z upravo in financiranjem samostana ter s tem povezanimi skupinami laikov. Mnogi od teh rokopisov so preživeli samo zato, ker so tvorili vrsto palimpsestov, pri kateri so bili papirji ponovno uporabljeni, budistična besedila pa so bila napisana na nasprotni strani papirja. Na stotine rokopisov je Wang prodal Otaniju Kozuiju in Sergeju Oldenburgu. Zdaj potekajo prizadevanja za digitalno rekonstitucijo rokopisov v Knjižnični jami in so zdaj na voljo v okviru mednarodnega projekta Dunhuang.

## Umetnost
Umetnost Dunhuanga zajema več kot deset glavnih žanrov, kot so arhitektura, štukaturna skulptura, stenske slike, svilene slike, kaligrafija, tisk na lesne plošče, vezenine, literatura, glasba in ples ter priljubljena zabava.

### Arhitektura
Jame so primer skalnate arhitekture, toda za razliko od jam Longmen in Jungang je lokalna skala precej mehak gramozen konglomerat, ki ni primeren ne za kiparstvo ne za podrobne arhitekturne detajle. Številne zgodnje jame so bile razvite iz prejšnjih budističnih kamnitih slogov čaitja, ki so jih videli v krajih, kot so jame Adžanta v Indiji, s kvadratnim odsekom osrednjega stebra s skulpturo v nišah, ki predstavljajo stupo, ki jo častilci lahko obkrožijo (parikrama) in si pridobijo blagoslov. Druge so dvoranske jame, na katere vpliva tradicionalna kitajska in budistična tempeljska arhitektura. Te jame imajo lahko okrnjen piramidalni strop, včasih poslikan tako, da spominja na šotor, ali pa imajo raven ali dvokapni strop, ki posnema tradicionalne zgradbe. Nekatere jame, ki se uporabljajo za meditacijo, so priredbe indijskega načrta jame vihara (samostan) in vsebujejo stranske komore, ki so dovolj velike, da lahko sedi ena oseba.
Številne jame so prvotno imele iz pečine zgrajene lesene verande ali sprednje templje, a večina jih je propadla ali se je izgubila na druge načine, preostalo jih je le pet, od katerih sta najzgodnejša ohranjena lesena arhitektura dinastije Song. V najpomembnejši leseni zgradbi na tem mestu, ki je bila prvič zgrajena v času dinastije Tang, je Veliki Buda in je bila prvotno visoka štiri nadstropja, vendar je bila popravljena vsaj petkrat in ni več prvotna zgradba. Med 874–885 je bila nadstropna, nato popravljena v obdobju Guijidžun, dve nadaljnji nadstropni pa sta bili dodani med obnovo leta 1898. V 20. stoletju sta bili izvedeni še dve obnovitvi, stavba pa je zdaj 9-nadstropna zgradba.

### Freske
Freske v jamah izvirajo iz obdobja več kot tisoč let, od 5. do 14. stoletja, številne zgodnejše pa so bile kasneje v tem obdobju prebarvane. Freske so obsežne in zajemajo površino 46.000 kvadratnih metrov. Najbolj popolno poslikane jame imajo slike po stenah in stropih, z geometrijsko ali rastlinsko dekoracijo, ki zapolnjuje prostore, ki jih ne zajemajo figurativne podobe, ki so predvsem Buda. Tudi kip je živo pobarvan. Freske so cenjene po obsegu in bogastvu vsebine ter po svoji umetelnosti. Budistične teme so najpogostejše, nekateri pa imajo tradicionalne mitske teme in portrete pokroviteljev. Te freski dokumentirajo spreminjanje slogov budistične umetnosti na Kitajskem že skoraj tisoč let. Umetnost fresk je svoj vrhunec dosegla v obdobju Tang, kakovost dela pa je padla po 10. stoletju.
Zgodnje freske so pokazale močan indijski in srednjeazijski vpliv na uporabljene slikarske tehnike, kompozicijo in slog slik ter kostume, ki so jih nosili liki, vendar se je v času dinastije Severni Wei začel pojavljati poseben slog Dunhuang. Motive kitajskega, srednjeazijskega in indijskega izvora najdemo v eni sami jami, kitajski elementi pa so se povečali v obdobju zahodnega Weia.
Pogost motiv mnogih jam so območja, ki so v celoti prekrita z vrstami majhnih sedečih figur Bude, po katerih so poimenovane ta in druge 'tisoče jame'. Ti majhni Bude so bili narisani s šablonami. Leteče apsare ali nebesna bitja so lahko upodobljene na stropu ali nad Budami, na dnu sten pa so lahko prikazani liki darovalcev. Slike pogosto prikazujejo zgodbe o jatakah, ki so zgodbe o življenju Bude ali avadane, ki so parabole o nauku o karmi.
Bodhisatve so se začeli pojavljati v obdobju severnega Džova, najbolj priljubljena pa je bila Avalokitešvara (Guanjin), ki je bila prvotno moška, pozneje pa je dobila ženske lastnosti. Večina jam kaže vplive Mahajane in Sravakajane (Teravada ali Hinajana), čeprav je budizem Mahajana v času dinastije Sui postal prevladujoča oblika. Inovacija obdobja Sui-Tang je vizualna predstavitev budističnih naukov sutre - mahajane, preoblikovanih v velike popolne in podrobne pripovedne slike. Ena osrednjih značilnosti umetnosti Tanga v Mogaou je predstavitev raja Čiste dežele, kar kaže na naraščajočo priljubljenost te šole mahajanskega budizma v času Tanga. Ikonografija tantričnega budizma, kot je enajst-glava ali tisoč oborožena Avalokitešvara, se je v obdobju Tang začela pojavljati tudi na stenskih poslikavah Mogao. Postala je priljubljena med tibetansko okupacijo Dunhuanga in naslednjih obdobjih, zlasti v času dinastije Juan. 
Medtem ko se budistična umetnost slogovno razlikuje od posvetne umetnosti, slog slik v jamah pogosto odraža slog sodobnega posvetnega slikarstva (kolikor to vemo), zlasti tistih, ki prikazujejo posvetne prizore. Figure donatorjev so na splošno upodobljene v posvetnem slogu in lahko vključujejo posvetne dogodke, povezane z njimi. Na primer, prizori, na katerih je upodobljen general Džang Jičao, ki je v poznem tangu vladal Dunhuangu na kvazi avtonomen način, vključujejo spomin na njegovo zmago nad Tibetanci leta 848. Portreti donatorjev so se povečali v obdobju, v katerem Družina Cao, ki je nasledila družino DŽang. Caos je ustanovil zavezništvo z Ujguri (Kraljevina Ujgur Gansu in Kraljevina Qocho) in Kraljevino Saka Hotan, njihovi portreti pa so vidno vidni v nekaterih jamah.
Številne figure so potemnile zaradi oksidacije pigmentov na osnovi svinca zaradi izpostavljenosti zraku in svetlobi. Številne zgodnje figure na stenskih poslikavah v Dunhuangu so uporabljale tudi slikarske tehnike, ki izvirajo iz Indije, kjer je bilo senčenje uporabljeno za dosego tridimenzionalnega ali svetlobnega učinka. Vendar je potemnjenje barve, uporabljene pri senčenju, sčasoma povzročilo močne obrise, kar slikarji prvotno niso nameravali. Ta tehnika senčenja je v tem obdobju edinstvena v vzhodni Aziji, saj je bilo takšno senčenje na človeških obrazih na kitajskih slikah običajno izvedeno šele veliko pozneje, ko so vplivale evropske slike. Druga razlika od tradicionalnega kitajskega slikarstva je prisotnost figur, ki so napol gole, občasno popolnoma gole, saj so kitajske figure na splošno oblečene. Številne freske so bile skozi stoletja popravljene ali ometane in prebarvane, starejše freske pa je mogoče videti tam, kjer so bili odstranjeni deli kasnejših slik.
Getty Conservation Institute ima namensko stran za ohranitev teh stenskih slik.

### Kipi
V Mogaou je približno 2400 ohranjenih glinenih skulptur. Te so bili najprej zgrajeni na lesenem okvirju, obdani s trstičjem, nato modelirani v glineni štukaturi in zaključeni z barvo. Ogromni kipi pa imajo kamnito jedro. Buda je na splošno prikazan kot osrednji kip, ki ga pogosto obiskujejo bodhisatve, nebeški kralji, deve in apsare, skupaj z jakas in drugimi mitskimi bitji 
Zgodnje figure so razmeroma preproste in večinoma Bude in Bodhisatve. Bude iz Severne Wei imajo lahko dve spremljevalni Bodhisatvi, v Severni Džov pa so dodali še dva učenca, ki tvorijo skupino petih. Podatki iz obdobij Sui in Tang so lahko prisotni kot večje skupine po sedem ali devet, nekateri pa so prikazali obsežno sceno parinirvane s skupinami žalovalcev. Zgodnje skulpture so temeljile na indijskih in srednjeazijskih prototipih, nekateri pa v grško-indijskem slogu Gandhara. Sčasoma so skulpture pokazale več kitajskih elementov in postale postopoma sinicizirane.
Ogromna kipa predstavljata Maitreja Budo. Zgodnejša in večja jama 96, visoka 35,5 m, je bila zgrajen leta 695 na podlagi odredb cesarice Wu Zetian, ki je dala navodila za gradnjo samostanov leta 689 in velikanskih kipov leta 694. Manjši je visok 27 m in je bil zgrajen leta 713–41. Večji severni velikanski Buda je bil poškodovan v potresu in je bil večkrat popravljen in obnovljen, zato so bila njegova oblačila, barva in kretnje spremenjene, le glava je ohranila prvotni videz zgodnjega Tang. Južni kip je večinoma v prvotni obliki brez desne roke. Večji Buda je nameščen v vidni leseni 9-nadstropni zgradbi.
Ena vrsta jam, zgrajenih v tibetanski dobi, je jama Nirvana, v kateri je velik ležeči Buda, ki pokriva celotno dolžino dvorane. Po dolžini dvorane za Budo so upodobljene tudi figure žalujočih na freskah ali v kiparskih oblikah. Budina figura v jami 158 meri 15,6 m.
Prvotna funkcija Knjižnične jame je bila svetišče v spomin na Hong Bian, meniha iz 9. stoletja. Njegov portretni kip, ki je tu nenavaden in med vsemi preživelimi deli na Kitajskem, je bil odstranjen na drugo mesto, ko je bila jama zapečatena v 11. stoletju. Obstaja tudi kamnita stela, ki opisuje njegovo življenje, stena za kipom pa je poslikana s spremljajočo figuro; tako mešanje poslikane skulpture in stenskih poslikav v eno samo kompozicijo je na tem mestu zelo pogosto.

### Slike na svili in papirju
Pred odkritjem v Knjižnični jami so bile originalne slike na svili in papirju iz dinastije Tang, vplivnega obdobja v kitajski umetnosti, zelo redke, večina preživelih primerov pa so bile kopije, izdelane v kasnejših obdobjih. V Knjižnični jami je bilo najdenih več kot tisoč slik na svili, transparentih in vezeninah, nobena pa očitno ni nastala pred koncem 7. stoletja. Velika večina slik je anonimnih, figure pa so visokokakovostne, zlasti iz Tanga. Večina so slike sutre, podobe Bude in pripovedne slike. Slike kažejo nekaj sodobnega kitajskega sloga prestolnice Čang'an, vendar mnoge odražajo tudi indijski, tibetanski in ujgurski slog slikanja.
Slike s čopičem in samo s črnilom, nekatere v samo dveh barvah, pa tudi številne v barvah. Najpogostejše so posamezne figure, večino slik pa je verjetno podaril posameznik, ki je pogosto upodobljen. Figure darovalcev postanejo v 10. stoletju bistveno bolj dodelane.

### Grafike
Knjižnična jama je enako pomembna kot vir redkih zgodnjih slik in besedil, izdelanih s tiskanjem lesenih plošč, vključno s slavno Diamantno Sutro, prvo tiskano knjigo, ki je ohranjena. Druge natisnjene slike so bile narejene za obešanje, pogosto s spodnjim besedilom, ki je vsebovalo molitve in včasih posvetilo pobožnega komisarja; vsaj dva odtisa je naročil Cao Juandžong, cesarski komisar v Dunhuangu leta 947. Številne slike imajo ročno dodano barvo v natisnjen oris. Več listov vsebuje ponovljene odtise istega bloka s podobo Bude. Mogoče odražajo zaloge za rezanje, ko jih prodajo romarjem, vendar napisi v nekaterih primerih kažejo, da jih je posameznik v različnih časih natisnil tudi kot predanost pridobivanju zaslug. Ni jasno, ali so takšni ljudje imeli svoje bloke ali so obiskali samostan, da so slike natisnjene.

### Tekstilije
Tekstil, ki so ga našli v Knjižnični jami, vključuje svilene transparente, oltarne zavese, ovitke za rokopise in meniško oblačilo (kāṣāya). Menihi so običajno v znak ponižnosti uporabljali tkanine, ki so bile sestavljene iz različnih ostankov blaga; ti zato nudijo dragocen vpogled v različne vrste svilene tkanine in vezenin, ki so bile takrat na voljo. Svilene pasice so bile uporabljene za okrasitev pečine ob jamah med prazniki, ki so poslikane in lahko vezene. Stolpi, ki so jih uporabljali za okrasitev oltarjev in templjev, so imeli na vrhu vodoravni trak, iz katerega so viseli trakovi, narejeni iz trakov različnih krp, ki se končujejo z V in so videti kot sodobna moška kravata.

## Jame
Jame so bile zarezane v pečine na dolžini skoraj dva kilometra. Na vrhuncu je bilo v času dinastije Tang več kot tisoč jam, vendar so bile sčasoma številne izgubljene, vključno z najzgodnejšimi. Trenutno v Mogaoju obstaja 735 jam; najbolj znanih je 487 jam na južnem delu pečine, ki so romarske in čaščene. Na severu so našli 248 jam, v katerih so bili bivalni prostori, meditacijske komore in pokopališča menihov. Jame na južnem delu so okrašene, na severnem delu pa so večinoma navadne.
Jame so razvrščene glede na njihovo dobo, v različnih delih pečine pa so zgrajene nove jame iz nove dinastije. Iz fresk, skulptur in drugih predmetov, najdenih v jamah, so določeni datumi nastanka okoli petsto jam. Spodaj je seznam jam po obdobjih, sestavljen v 1980-ih (od takrat jih je bilo odkritih še več):
- Šestnajst kraljestev (366–439) - 7 jam, najstarejša iz obdobja severnega Lianga.
- Severni Vei (439–534) in Zahodni Wei (535–556) - 10 iz vsake faze
- Severni Džov (557–580) - 15 jam
- dinastija Sui (581–618) - 70 jam
- Zgodnji Tang (618–704) - 44 jam
- Visoki Tang (705–780) - 80 jam
- Srednji Tang (781–847) - 44 jam (Ta doba v Dunhuangu je znana tudi kot tibetansko obdobje, ker je bil Dunhuang takrat pod tibetansko okupacijo.)
- pozni Tang (848–906) - 60 jam (to in naslednja obdobja do obdobja zahodne Šje so skupaj znana tudi kot obdobje Guijidžun (歸義軍; Vrnitev v vojsko pravičnosti, 848–1036), ko sta Dunhuangu vladali družini Džang in Cao.)
- Dinastija Pet (907–960) - 32 jam
- Dinastija Song (960–1035) - 43 jam
- Zahodna Šja (1036–1226) - 82 jam
- Dinastija Juan (1227–1368) - 10 jam